# Wüsteneisenholz

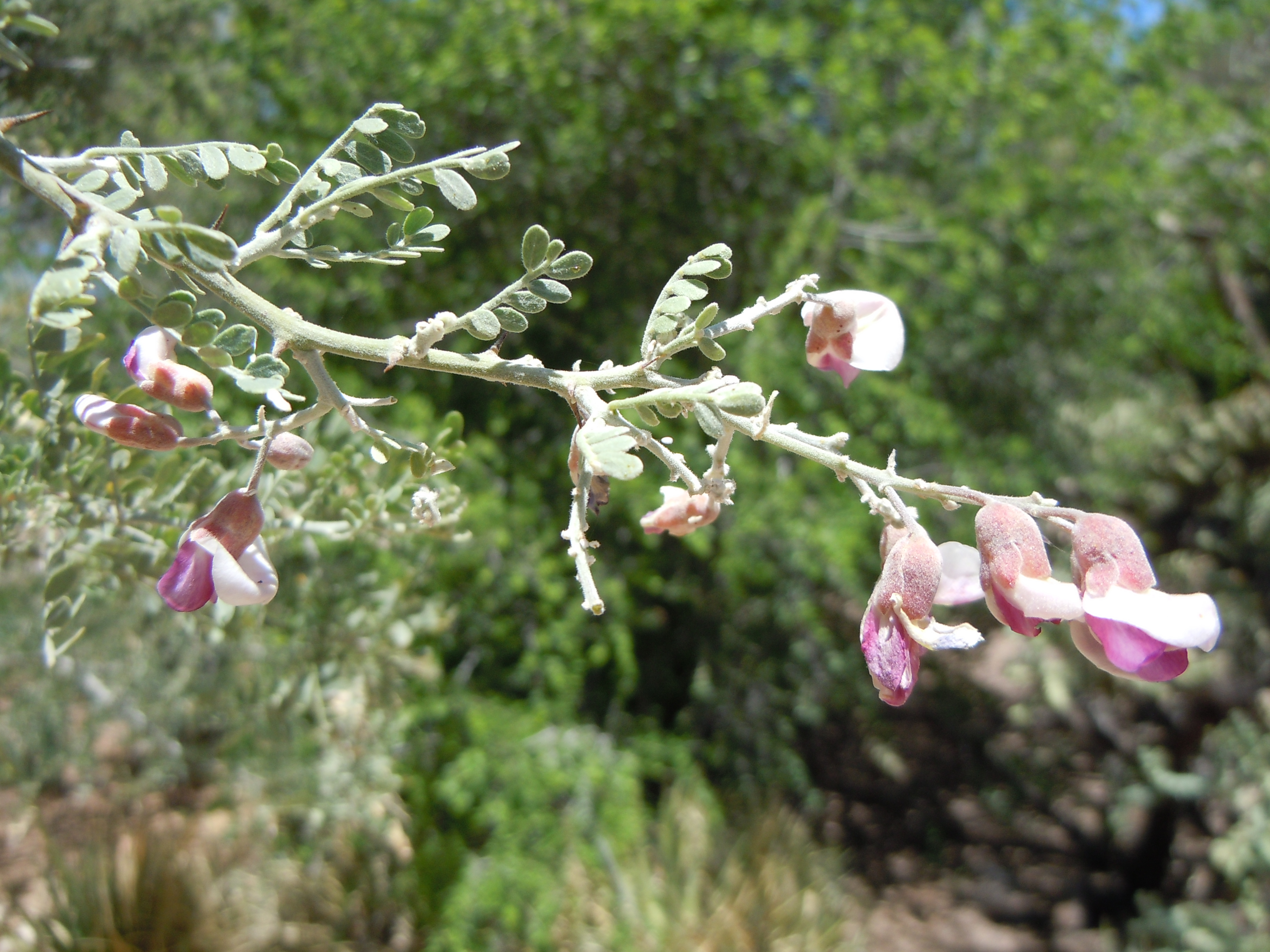
Blütenstand, Blätter und Dornen

Das Wüsteneisenholz (Olneya tesota) ist die einzige Pflanzenart der Gattung Olneya in der Unterfamilie der Schmetterlingsblütler (Faboideae). Das Verbreitungsgebiet reicht von Arizona sowie Kalifornien bis zu den mexikanischen Bundesstaaten Baja California, Baja California Sur und Sonora. Der Gattungsname ehrt den US-Amerikaner Stephen Thayer Olney (1812–1878).

## Beschreibung
Das Wüsteneisenholz wächst als dorniger Strauch oder Baum und erreicht Wuchshöhen bis etwa 5–10 Meter bei Stammdurchmessern bis etwa 60 cm. Bei jungen Pflanzen ist die Borke grau und relativ glatt; bei älteren Bäumen bricht sie auf und wird zunehmend bräunlich und faserig. An jüngeren Exemplaren oder an Seitenstämmen sind auch der Stamm und die dickeren Äste noch bedornt. Diese Art ist halbimmergrün, sie verliert ihre Laubblätter, wenn die Temperatur unter etwa 2 °C fällt. Bei anhaltender Trockenheit werden die Blätter teilweise abgeworfen, um Wasser zu sparen.
In der Sonora-Wüste gehört das Wüsteneisenholz zu den langlebigsten Bäumen; sie können bis zu ca. 1500 Jahre alt werden.
Die wechselständigen, kurz gestielten Laubblätter sind unpaarig bis paarig gefiedert und wirken durch die meistens feine, weißliche Behaarung bläulichgrün. Die Blätter sind etwa 5–10 cm lang, mit 9 bis 17, selten auch bis zu 25 ledrigen und verkehrt-eiförmigen, -eilanzettlichen, ganzrandigen, abgerundeten bis stumpfen, sehr kurz gestielten Blättchen. Sie sind jeweils 0,7 bis 2 cm lang. An der Basis jedes Blattes wachsen ein oder zwei Dornen von bis 1 cm Länge.
Die Blütezeit reicht von Mai bis Juni. Die zwittrigen Blüten sind zygomorph und fünfzählig mit doppelter Blütenhülle (Perianth). Sie sind in kurzen, achselständigen und traubigen Blütenständen angeordnet. Die Blütenkrone hat den typischen Aufbau der Schmetterlingsblüte mit fünf Kronblättern. Der becherförmige, rötlich-braune Kelch und die Blütenstiele sind weißlich behaart. Das Schiffchen ist purpurrot und die anderen Kronblätter weiß bis blassrosa. Der Fruchtknoten ist drüsenhaarig.
Die anfangs drüsig behaarte, an den Samen eingeschnürte und bespitzte Hülsenfrucht ist 4 bis 8 cm lang und im reifen Zustand braun und holzig; sie enthält einen bis vier oder mehr rundliche bis eiförmige, etwas abgeflachte, dunkelbraune, glatte, etwa 7–10 mm große und essbare Samen.
Nur frische Samen sind problemlos keimfähig; älteres Samengut muss zur Keimung stratifiziert werden.

## Ökologie
Am Heimatstandort bildet die Baumkrone eines Wüsteneisenholzbaumes ein eigenes Biotop. Es wurden schon 230 verschiedene Pflanzenarten gezählt, die im Schutz der Baumkrone keimen und gedeihen. Die Samen dienen mehreren Tierarten (Vögel, Nagetiere) als Nahrung. Viele Insekten leben auf dem Baum und ziehen Vögel und Reptilien an.

## Verbreitung und Standort
Das Wüsteneisenholz ist in der Sonora-Wüste heimisch. Politisch fällt das Verbreitungsgebiet in die US-Bundesstaaten Arizona (Süden und Südwesten), Kalifornien (Südosten) sowie in die mexikanischen Bundesstaaten Baja California, Baja California Sur und Sonora. In Arizona kommt der Baum in Höhenlagen bis ca. 600 m vor; häufig ist er in ausgetrockneten Flussbetten zu finden. Das Ironwood Forest National Monument in Arizona wurde nach ihr benannt.
Wüsteneisenholz ist frostempfindlich, ausgewachsene Bäume sterben bei −6 bis −9 °C ab. Wüsteneisenholz kann mit ausgesprochen trockenen Standorten gut zurechtkommen.

## Taxonomie
Das Wüsteneisenholz wurde 1854 von Asa Gray in Plantae Novae Thurberianae Seite 328 als Olneya tesota erstbeschrieben.

## Nutzung
Das Holz ist sehr hart und schwer (Eisenholz). Es hat eine höhere Dichte als Wasser und sinkt im Wasser zu Boden. Es wird beispielsweise zur Herstellung von Messergriffen verwendet, da seine Härte und Zähigkeit ideale Voraussetzungen für diese Anwendung sind.

### Bearbeitbarkeit
Durch die hohe Härte des Holzes ist die Bearbeitung schwierig, doch mit Werkzeugen für die Metallbearbeitung und mit hartmetallbestückten Holzwerkzeugen möglich. Als Endbehandlung können Holzöle verwendet werden, das Holz nimmt aber wegen der sehr dichten Struktur nur langsam und wenig Öl auf.
Die Samen und die jungen Früchte sind essbar.